# SN 2010ju
SN 2010ju – supernowa typu Ia odkryta 14 listopada 2010 roku w galaktyce UGC 3341. W momencie odkrycia miała maksymalną jasność 16,80m.